# چهلمین دوره جوایز اسکار
چهلمین دوره مراسم اعطای جوایز اسکار (انگلیسی: 40th Academy Awards) در روز چهارشنبه ۱۰ آوریل ۱۹۶۸ در سالن اجتماعات سنتا مونیکا سنتا مونیکا برگزار شد. در این مراسم بهترین فیلم‌های سال ۱۹۶۷ جهان به انتخاب آکادمی علوم و هنرهای تصاویر متحرک جایزه گرفتند.
باب هوپ مجری این مراسم بود.

## جوایز
برندگان نخست و در حروف برجسته پررنگ فهرست شده‌اند.
| جایزه اسکار بهترین فیلم | جایزه اسکار بهترین کارگردانی |
| --- | --- |
| - در گرمای شب - بانی و کلاید - دکتر دولیتل - فارغ‌التحصیل - حدس بزن چه‌کسی برای شام می‌آید | - مایک نیکولز – فارغ‌التحصیل - ریچارد بروکس – در کمال خونسردی - نورمن جویسون – در گرمای شب - استنلی کریمر – حدس بزن چه‌کسی برای شام می‌آید - آرتور پن – بانی و کلاید |
| جایزه اسکار بهترین بازیگر نقش اول مرد | جایزه اسکار بهترین بازیگر نقش اول زن |
| - راد استایگر – در گرمای شب در نقش Police Chief Bill Gillespie - وارن بیتی – بانی و کلاید در نقش بانی و کلاید - داستین هافمن – فارغ‌التحصیل در نقش Benjamin Braddock - پل نیومن – لوک خوش‌دست در نقش Lucas "Cool Hand Luke" Jackson - اسپنسر تریسی – حدس بزن چه‌کسی برای شام می‌آید در نقش Matt Drayton | - کاترین هپبورن – حدس بزن چه‌کسی برای شام می‌آید در نقش Christina Drayton - آن بنکرافت – فارغ‌التحصیل در نقش Mrs. Robinson - فی داناوی – بانی و کلاید در نقش بانی و کلاید - ادیث ایوانز – نجواگران در نقش Mrs. Ross - آدری هپبورن – تا تاریکی صبر کن در نقش Susy Hendrix           |
| جایزه اسکار بهترین بازیگر نقش مکمل مرد | جایزه اسکار بهترین بازیگر نقش مکمل زن |
| - جرج کندی – لوک خوش‌دست در نقش Dragline - جان کاساوتیس – دوازده مرد خبیث در نقش V.R. Franko - جین هکمن – بانی و کلاید در نقش Buck Barrow - سسیل کلاوای – حدس بزن چه‌کسی برای شام می‌آید در نقش Monsignor Ryan - مایکل جی. پولارد – بانی و کلاید در نقش C.W. Moss | - استل پارسونز – بانی و کلاید در نقش Blanche Barrow - کارول چانینگ – میلی کاملا مدرن در نقش Muzzy - میلدرد ناتویک – پابرهنه در پارک در نقش Ethel Banks - بیه ریچاردز – حدس بزن چه‌کسی برای شام می‌آید در نقش Mrs. Mary Prentice - کاترین راس – فارغ‌التحصیل در نقش Elaine Robinson |
| جایزه اسکار بهترین فیلم‌نامه غیراقتباسی | جایزه اسکار بهترین فیلم‌نامه اقتباسی |
| - ویلیام رز – حدس بزن چه‌کسی برای شام می‌آید - دیوید نیومن and رابرت بنتون – بانی و کلاید - Robert Kaufman and نورمن لیر – طلاق به سبک آمریکایی - خورخه سمپرون – The War Is Over - فردریک رافائل – دو تا برای جاده | - استرلینگ سیلیفنت – در گرمای شب - Donn Pearce and فرانک پیرسون – لوک خوش‌دست - باک هنری and کالدر ویلینگهام – فارغ‌التحصیل - ریچارد بروکس – در کمال خونسردی - Joseph Strick and Fred Haines – اولیس                                                                              |
| Best Foreign Language Film | |
| - از روی قطارها چشم برندار — چکسلواکی - El amor brujo — اسپانیا - کولی‌های خوشبخت هم دیده‌ام — یوگسلاوی - برای زندگی، زندگی کن — فرانسه - Portrait of Chieko — ژاپن | |
| جایزه اسکار بهترین فیلم مستند | Best Documentary Short |
| - جوخه اندرسون - جشنواره - Harvest - A King's Story - A Time for Burning | - The Redwoods - Monument to the Dream - A Place to Stand - See You at the Pillar - While I Run This Race |
| جایزه اسکار بهترین فیلم کوتاه | جایزه اسکار بهترین پویانمایی کوتاه |
| - A Place to Stand – Christopher Chapman – An اکسپو ۶۷ movie at the Ontario Pavilion. - Paddle to the Sea – هیئت ملی فیلم کانادا - Julian Biggs - Sky over Holland – John Ferno - Stop, Look and Listen – مترو گلدوین مایر – Len Janson and Chuck Menville | - The Box - Hypothese Beta - What on Earth! |
| جایزه اسکار بهترین موسیقی فیلم | جایزه اسکار بهترین موسیقی فیلم |
| - المر برنستاین – میلی کاملا مدرن - لالو شیفرین – لوک خوش‌دست - لسلی بریکوس – دکتر دولیتل - ریچارد رادنی بنت – دور از اجتماع خشمگین - کوئینسی جونز – در کمال خونسردی | - آلفرد نیومن and کن داربی – کملوت - لایونل نیومن and الکساندر کارج – دکتر دولیتل - فرنک د وال – حدس بزن چه‌کسی برای شام می‌آید - آندره پروین and Joseph Gershenson – میلی کاملا مدرن - جان ویلیامز – آرام‌بخش                                                                     |
| جایزه اسکار بهترین ترانه | جایزه اسکار بهترین طراحی لباس |
| - "Talk to the Animals" from دکتر دولیتل — لسلی بریکوس (music and lyrics) - "The Bare Necessities" from کتاب جنگل — Terry Gilkyson (music and lyrics) - "The Eyes of Love" from ممنوعیت (فیلم) — کوئینسی جونز (music) and Bob Russell (lyrics) - "The Look of Love" from کازینو رویال — برت بکراک (music) and هل دیوید (lyrics) - "Thoroughly Modern Millie" from میلی کاملا مدرن — جیمی ون هیوزن (music) and سمی کان (lyrics) | - کملوت – جان تراسکات - بانی و کلاید – Theadora Van Runkle - The Happiest Millionaire – بیل توماس - رام کردن زن سرکش – دانیلو دوناتی and آیرین شرف - میلی کاملا مدرن – ژان لوئی                                                                                                 |
| جایزه اسکار بهترین طراحی صحنه | جایزه اسکار بهترین فیلمبرداری |
| - جان تراسکات, Edward Carrere, John W. Brown – کملوت - Mario Chiari, Jack Martin Smith, Ed Graves, Walter M. Scott, Stuart A. Reiss – دکتر دولیتل - Robert Clatworthy, Frank Tuttle – حدس بزن چه‌کسی برای شام می‌آید - Renzo Mongiardino, John DeCuir, Elven Webb, Giuseppe Mariani, Dario Simoni, Luigi Gervasi – رام کردن زن سرکش - Alexander Golitzen, George C. Webb, Howard Bristol – میلی کاملا مدرن                       | - برنت گافی – بانی و کلاید - ریچارد اچ. کلین – کملوت - رابرت ال. سرتیس – دکتر دولیتل - رابرت ال. سرتیس – فارغ‌التحصیل - کنراد هال – در کمال خونسردی |
| Best Sound Mixing | جایزه اسکار بهترین تدوین صدا |
| - در گرمای شب – Samuel Goldwyn Studio Sound Department - کملوت – برادران وارنر سون آرتس Studio Sound Department - دوازده مرد خبیث – مترو گلدوین مایر Studio Sound Department - دکتر دولیتل – فاکس قرن بیستم Studio Sound Department - میلی کاملا مدرن – یونیورسال استودیوز Studio Sound Department | - دوازده مرد خبیث – John Poyner - در گرمای شب – James Richard |
| جایزه اسکار بهترین تدوین | جایزه اسکار بهترین جلوه‌های تصویری |
| - در گرمای شب – هال اشبی - Beach Red – فرانک پی. کلر - دوازده مرد خبیث – مایکل لوچانو - دکتر دولیتل – ساموئل ئی. بیتلی, Marjorie Fowler - حدس بزن چه‌کسی برای شام می‌آید – رابرت سی. جونز | - دکتر دولیتل – ال بی ابوت - توبروک – Howard A. Johnson, Jr. and Albert Whitlock |

### جایزه اسکار افتخاری
- آرتور فرید

### جایزه بشردوستانه ژان هرشولت
- گریگوری پک

### جایزه اسکار یادبود ایروینگ جی. تالبرگ
- آلفرد هیچکاک

## جستارهای ویژه
- بیست و پنجمین مراسم گلدن گلوب
- 1967 in film
- 10th Grammy Awards
- 19th Primetime Emmy Awards
- 20th Primetime Emmy Awards
- 21st British Academy Film Awards
- 22nd Tony Awards
- Rose Weiss, costume designer for the 1968 awards